# Fjorgynn Fluctus
Lo Fjorgynn Fluctus è una struttura geologica della superficie di Io.